# Konstancin-Jeziorna
Konstancin-Jeziorna è un comune urbano-rurale polacco del distretto di Piaseczno, nel voivodato della Masovia.
Ricopre una superficie di 78,28 km² e nel 2004 contava 22 984 abitanti.